# Tatiana Pinto
Tatiana Vanessa Ferreira Pinto (Oliveira do Bairro, 28 marzo 1994) è una calciatrice portoghese, centrocampista dell'Atlético Madrid e della nazionale portoghese.

## Carriera

### Club
Il 6 settembre 2023, Pinto viene ingaggiata a titolo definitivo dal Brighton & Hove, nella Women's Super League inglese. Lungo la stagione 2023-2024, mette a referto cinque reti e un assist in 27 partite fra tutte le competizioni.
L'8 luglio 2024, Pinto viene ingaggiata a parametro zero dall'Atlético Madrid, nella massima serie spagnola, con cui firma un contratto biennale.

## Palmarès
- Campionato portoghese: 2

Sporting Lisbona: 2016-2017, 2017-2018
- Coppa del Portogallo femminile: 2

Sporting Lisbona: 2016-2017, 2017-2018
- Supercoppa portoghese femminile: 1

Sporting Lisbona: 2017